# San Francisco (chanson de Maxime Le Forestier)
Pour les articles homonymes, voir San Francisco (homonymie).
Pistes de Mon frère
Je ne sais rien faire Ça sert à quoi ?
San Francisco est une chanson de Maxime Le Forestier publiée en 1972 sur l'album Mon frère.

## Histoire de la chanson
En 1971, Catherine Le Forestier, accompagnée de son frère Maxime à la guitare, remporte le premier prix du festival de Spa. Avec l'argent ainsi gagné, ils décident de partir tous les deux pour San Francisco. Ils se rendent alors à l'adresse que leur a confiée Luc Alexandre, un ami belge qui leur assure que la ville est faite pour eux. Ils y restent plusieurs semaines, au milieu d'une communauté hippie baptisée « Hunga Dunga » où se côtoient entre autres des déserteurs du Viêt Nam et des homosexuels.
De retour en France, Maxime reçoit une lettre accompagnée de dessins que lui ont envoyés les habitants de la maison bleue. Ne parlant que très peu l'anglais et pour les remercier de leur accueil, il décide de leur envoyer une chanson plutôt qu'un courrier et c'est ainsi qu'il écrit et compose rapidement San Francisco. Titre joué à la guitare, il évoque cette maison habitée par les hippies.
L'histoire de la communauté Hunga Dunga et de la maison bleue, relatant notamment le séjour de Catherine et Maxime Le Forestier ainsi que la genèse de la chanson, est racontée par Phil Polizatto (le « Phil à la kena » du deuxième couplet) dans l'ouvrage C'est une maison bleue….

## La maison bleue
De style victorien, la maison est située au 3841 de la 18e rue (37° 45′ 39,7″ N, 122° 25′ 45,56″ O), dans le Castro.
À l'occasion des 40 ans de carrière de Maxime Le Forestier, sa maison de disques propose aux propriétaires de la maison – qui entre-temps a été peinte en vert — de lui redonner sa couleur bleue. Le 21 juin 2011, le chanteur donne le dernier coup de pinceau et le 22, une plaque y est apposée portant l'inscription « En 1970, Maxime Le Forestier s'est inspiré de cette maison bleue pour l'écriture d'un de ses tout premiers succès, San Francisco » accompagnée d'une reproduction de la pochette de l'album Mon frère.

## Dans la culture
Sauf indication contraire ou complémentaire, les informations mentionnées dans cette section proviennent du générique de fin de l'œuvre audiovisuelle présentée ici.
- 2002 : Rire et Châtiment